# Ingeborg Koza
Ingeborg Koza (* 30. April 1939 in Bielefeld) ist eine deutsche Historikerin.

Koza wurde 1965 an der Universität Bonn mit einer philosophischen Arbeit promoviert. 1971 habilitierte sie sich. Ihr wurde 1975 der Titel einer außerplanmäßigen Professorin für Geschichte verliehen. Sie lehrte bis 2004 als Universitätsprofessorin das Fach Neueste Geschichte, Didaktik der Geschichte und Politische Bildung an der Universität Siegen. Seit 2000 ist sie Mitherausgeberin der Schriftenreihe Geschichte der internationalen Beziehungen im 20. Jahrhundert. Sie war ab 1979 Mitherausgeberin der Siegener Studien und verfasste mehrere Beiträge für das Biographisch-Bibliographische Kirchenlexikon.
Kozas Forschungsschwerpunkt ist die Geschichte der internationalen Beziehungen in der Zeit nach dem Zweiten Weltkrieg.

## Schriften (Auswahl)
- Deutsch-sowjetische Kontakte in Politik, Wirtschaft, Wissenschaft und Kultur 1963–1967. Eine Untersuchung zu den auswärtigen Beziehungen der Bundesrepublik Deutschland. Lit, Münster 2002, ISBN 3-8258-6212-7.
- Deutsch-britische Begegnungen in Unterricht, Wissenschaft und Kunst 1949–1955. Böhlau, Köln/Wien 1988, ISBN 3-412-03988-8.
- Völkerversöhnung und europäisches Einigungsbemühen. Untersuchungen zur Nachkriegsgeschichte 1945–1951. Böhlau, Köln/Wien 1987, ISBN 3-412-02086-9.
- Die erste deutsche Republik im Spiegel des politischen Memoirenschrifttums. Untersuchungen zum Selbstverständnis und zur Selbstkritik bei den politisch Handelnden aus den Reihen der staatsbejahenden Parteien zur Zeit der 1. deutschen Republik (= Schriftenreihe zur Geschichte und politischen Bildung). Henn, Wuppertal/Ratingen/Kastellaun 1971.
- Das Problem des Grundes in Heideggers Auseinandersetzung mit Kant. Henn, Ratingen 1967 (zugleich: phil. Diss. Universität Bonn, 1965).